# Harxheim (Zellertal)
Harxheim (pfälzisch: Haschem) im Zellertal ist mit etwa 860 Einwohnern (Stand: 2010) der größte Ortsteil der Ortsgemeinde Zellertal im Donnersbergkreis in Rheinland-Pfalz.

## Geographie

### Lage
Der Ort liegt auf 160 m ü. NHN im Westen der Ortsgemeinde Zellertal am Ostrand des Nordpfälzer Berglands, das in diesem Bereich ins Alzeyer Hügelland übergeht.

### Gewässer
Harxheim ist in eine Talaue der Pfrimm eingebettet, die den nördlichen Siedlungsrand streift und ein linker Zufluss des Rheins ist. Mitten durch das Siedlungsgebiet verläuft der Ammelbach, der vor Ort von rechts in die Pfrimm mündet.

### Nachbarorte
Der Gemeindeteil Zell schließt sich nördlich an, Niefernheim östlich. Zu Harxheim gehören zusätzlich die Wohnplätze Bannmühle, Jüngstmühle und Pfalzmühle.

## Geschichte
Bis Ende des 18. Jahrhunderts gehörte der Ort zur Kurpfalz. Von 1798 bis 1814, als die Pfalz zunächst Teil der Französischen Republik und ab 1804 Teil des Napoleonischen Kaiserreichs war, war Harxheim in den Kanton Göllheim eingegliedert. Während dieser Zeit war der Ort Sitz einer Mairie, die auch für Niefernheim und Zell zuständig war. Ab 1816 gehörte Harxheim mit der gesamten Pfalz zu Bayern. Von 1818 bis 1862 war Harxheim Bestandteil des Landkommissariats Kirchheim, das anschließend in ein Bezirksamt umgewandelt wurde. 1938, noch unter bayerischer Verwaltung, wurde der Ort in den Landkreis Kirchheimbolanden eingegliedert.
Nach dem Zweiten Weltkrieg wurde Harxheim innerhalb der französischen Besatzungszone Teil des 1946 neu gebildeten Landes Rheinland-Pfalz. Im Zuge der ersten rheinland-pfälzischen Verwaltungsreform wechselte der Ort am 7. Juni 1969 in den neu geschaffenen Donnersbergkreis. Bis Ende 1975 war Harxheim eine eigenständige Gemeinde; zum 1. Januar 1976 wurde der Ort zusammen mit den Nachbargemeinden Niefernheim und Zell zu der neu geschaffenen Ortsgemeinde Zellertal zusammengelegt.

## Religion

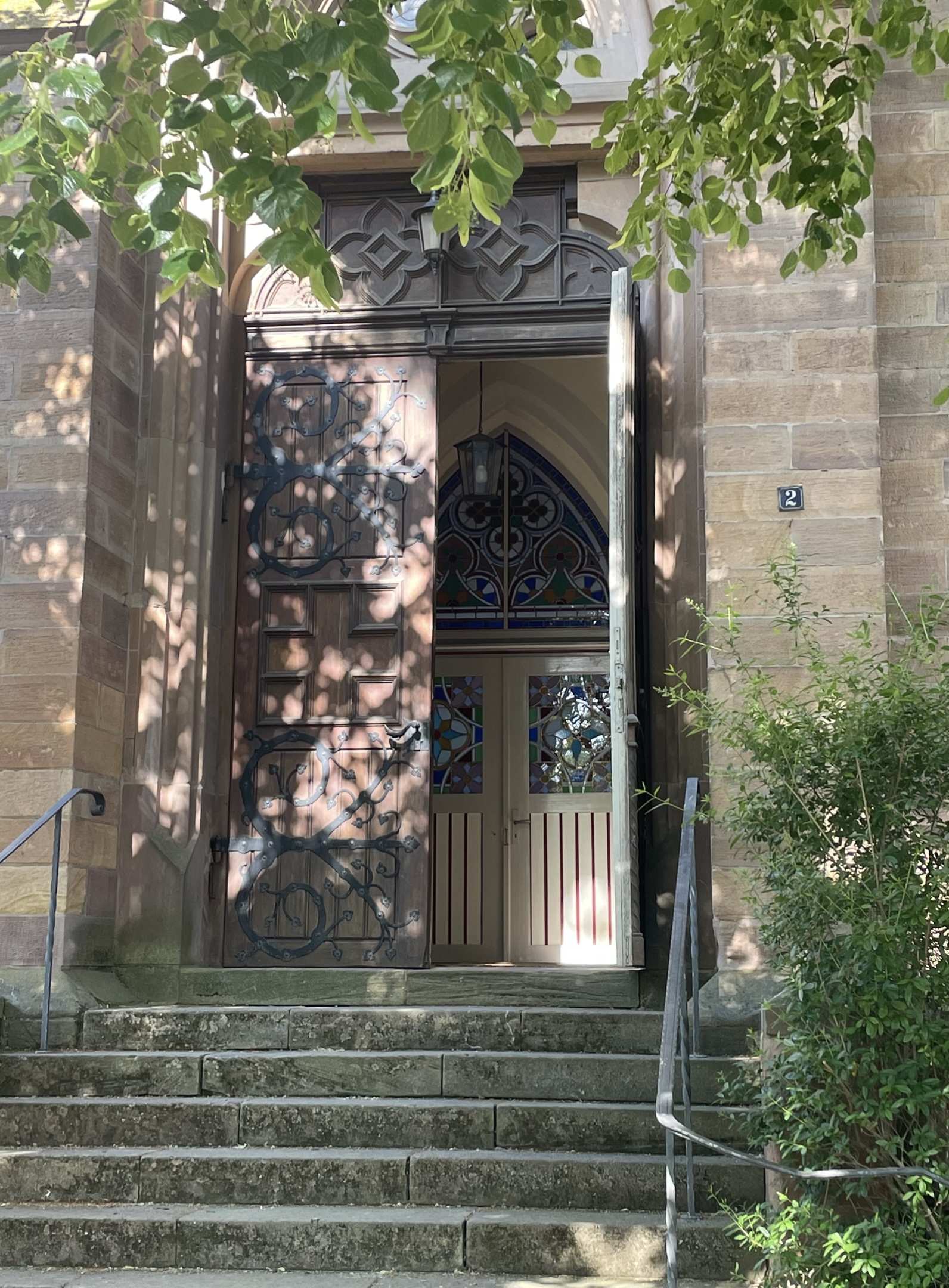
Portal der protestantischen Kirche

Sowohl die Katholiken als auch die Protestanten gehörten in der ersten Hälfte des 20. Jahrhunderts zur jeweiligen Pfarrei von Zell. Bis November 2015 gehörte Harxheim katholischerseits zur Pfarrei St. Philipp von Zell, seither ist er Bestandteil der Pfarrei Hl. Philipp der Einsiedler.

## Einwohner
1815 hatte der Ort 453 Einwohner. 1928 waren es 649 Personen, die in 112 Wohngebäuden lebten. 2010 wurden 860 Einwohner gezählt.

## Politik
Harxheim ist  als Ortsbezirk ausgewiesen und wird von einem Ortsbeirat und einem Ortsvorsteher politisch vertreten.
Der Ortsbeirat besteht aus elf Ortsbeiratsmitgliedern. Bei der Kommunalwahl am 9. Juni 2024 wurden die Beiratsmitglieder in einer personalisierten Verhältniswahl gewählt.
Die Sitzverteilung im gewählten Ortsbeirat:
| Wahl | SPD | FWZ * | WGE * | Gesamt   |
| ---- | --- | ----- | ----- | -------- |
| 2024 | –   | 8     | 3     | 11 Sitze |
| 2019 | 3   | 8     | –     | 11 Sitze |
| 2014 | 4   | 7     | –     | 11 Sitze |

Sonja Stoll-Merkel ist Ortsvorsteherin von Harxheim. Da bei der Direktwahl am 9. Juni 2024 kein Wahlvorschlag eingereicht wurde, oblag die Neuwahl des Ortsvorstehers gemäß rheinland-pfälzischer Gemeindeordnung dem Ortsbeirat. Dieser bestätigte auf seiner konstituierenden Sitzung am 2. Juli 2024 Sonja Stoll-Merkel für weitere fünf Jahre in ihrem Amt.

## Sehenswürdigkeiten und Kultur
Vor Ort gibt es insgesamt zehn Objekte, die unter Denkmalschutz stehen. Mit den Drei Rosskastanien in der Ortsmitte und den Drei Platanen am östlichen Siedlungsrand verfügt der Ort über zwei Naturdenkmale.

## Wirtschaft und Infrastruktur

### Wirtschaft
Harxheim war früher ein reines Winzerdorf, heute ist es für viele Einwohner, die auswärts ihrem Beruf nachgehen, auch Wohngemeinde.

### Verkehr
Am nördlichen Siedlungsrand verläuft die Bundesstraße 47, die Marnheim im Westen mit Worms im Osten verbindet. Durch den Ort nach Süden führt die Landesstraße 448, über die Ebertsheim im Tal des Eisbachs erreicht wird.
1873 wurde die Zellertalbahn eröffnet, die im südlichen Wohnbereich am rechten Uferhang der Pfrimm verläuft; am östlichen Ortsrand entstand der Bahnhof Harxheim-Zell. Der Personenverkehr wurde 1983 eingestellt, 2001 für Sonn- und Feiertage während der Sommersaison jedoch reaktiviert.
Harxheim wird von den VRN-Buslinien 904 (Kirchheimbolanden – Zellertal – Eisenberg) und 921 (Kirchheimbolanden – Monsheim) an den ÖPNV angebunden. Im Ort werden die Haltestellen Bahnhofstraße und Schule bedient.

## Persönlichkeiten

### Söhne und Töchter des Orts
- Jean Janson (1823–1895), Politiker (NLP)
- Gustav Herzog (* 1958), Politiker (SPD)

### Personen, die vor Ort gewirkt haben
- Der Jurist Hermann Poeverlein (1874–1957), der sich auch als Botaniker einen Namen machte, verbrachte ab 1942 seinen Ruhestand vor Ort.